# Dângeni
Dângeni est une commune du județ de Botoșani en Roumanie.